# John Hull Campbell
John Hull Campbell (* 10. Oktober 1800 in York, Pennsylvania; † 19. Januar 1868 in Philadelphia, Pennsylvania) war ein US-amerikanischer Politiker. Zwischen 1845 und 1847 vertrat er den Bundesstaat Pennsylvania im US-Repräsentantenhaus.

## Werdegang
Über die Jugend und Schulausbildung von John Campbell ist nichts überliefert. Nach einem Jurastudium und seiner 1823 erfolgten Zulassung als Rechtsanwalt begann er in Philadelphia in diesem Beruf zu arbeiten. Später schlug er eine politische Laufbahn ein. Im Jahr 1831 saß er als Abgeordneter im Repräsentantenhaus von Pennsylvania.
Bei den Kongresswahlen des Jahres 1844 wurde Campbell als Kandidat der American Party im dritten Wahlbezirk von Pennsylvania in das US-Repräsentantenhaus in Washington, D.C. gewählt, wo er am 4. März 1845 die Nachfolge von John T. Smith antrat. Da er im Jahr 1846 auf eine weitere Kandidatur verzichtete, konnte er bis zum 3. März 1847 nur eine Legislaturperiode im Kongress absolvieren. Diese war von den Ereignissen des Mexikanisch-Amerikanischen Krieges geprägt.
Nach seiner Zeit im US-Repräsentantenhaus praktizierte John Campbell wieder als Anwalt. Er starb am 19. Januar 1868 in Philadelphia.